# Corella willmeriana
Corella willmeriana is een zakpijpensoort uit de familie van de Corellidae. De wetenschappelijke naam van de soort is voor het eerst geldig gepubliceerd in 1898 door Herdman.